# نوارس
النوارس (الاسم العلمي: Larinae) هي فُصَيِّلَة من الطيور تتبع الفَصيلة النورسية من رتبة الزقزاقيات، يسمى الواحد من أفراد هذه الفُصيّلة بالنَّوْرَس أو النَّوْرِس أو زُمَّج الماء. أظهرت بعض الدراسات أن طيور النوارس لديها نظام اتصالات بالغ التطور والتعقيد وذلك باستخدام نطاق واسع من النطق أو الغناء وحركات الجسم وعليه فإن السرب الواحد يُميز أفراده من خلال حركة الجسم وطريقة نطقه أو غنائه وأي تغيير يحدث في أحد الأفراد فإنه قد يعرضه للهجوم من قِبل السرب

## أجناس
تضم هذه الأسرة من الطيور الأجناس التالية:
- النورس (الاسم العلمي:Larus)
- النورس الرمادي الفاتح (الاسم العلمي:Leucophaeus)
- النورس الإسفيني الذيل (الاسم العلمي:Rhodostethia)
- النورس الخطافي المنقار (الاسم العلمي:Creagrus)
- النورس المحب للثلج (الاسم العلمي:Pagophila)
- نورس ذيل السمكة (الاسم العلمي:Xema)
- نورس الريسا (الاسم العلمي:Rissa)